# سایرس سمیکانداکتر
سایرس سمیکانداکتر (انگلیسی: Cypress Semiconductor) شرکت الکترونیک آمریکایی است، که در سال ۱۹۸۰ تأسیس شد.